# Erin Jackson
Erin Jackson, född 19 september 1992, är en amerikansk skridskoåkare. Hon har tävlat för USA i två olympiska spel (Pyeongchang 2018 och Peking 2022).
Vid olympiska vinterspelen 2022 i Peking tog Jackson guld i damernas 500 meter.